# Сульфид ртути(II)
Сульфид ртути(II) (моносульфид ртути) — неорганическое бинарное соединение ртути с серой, имеющее химическую формулу {\displaystyle {\text{Hg}}_{1-x}{\text{S}}}.
При атмосферном давлении существует в трех полиморфных модификациях: тригональной α-HgS (киноварь), стабильной до 345 °C, кубической β-HgS (метациннабарит), стабильной в интервале от 315 до 481 °C, и гексагональной γ-HgS (гиперциннабарит), стабильной от 470 °C до температуры конгруэнтного плавления 820 °C. Первая из них ярко-красного цвета, вторая имеет чёрный цвет. При давлении 21 ГПа возникает четвертая модификация, имеющая кубическую структуру .

## Физические свойства ифазовые равновесия
Все модификации являются фазами переменного состава, область гомогенности α-HgS при 315 °C доходит до ~ 4 мол. %. Области гомогенности всех фаз смещены в сторону серы, поэтому модификации сульфида ртути могут быть описаны как фазы с недостатком катионообразователя: {\displaystyle {\text{Hg}}_{1-x}{\text{S}},x\geqslant 0}.
| Фаза                                                   | Минералогическое название | Простр. группа                | Структурный тип                                                   | Стабильна в интервале, °C |
| ------------------------------------------------------ | ------------------------- | ----------------------------- | ----------------------------------------------------------------- | ------------------------- |
| {\displaystyle \alpha {\text{-}}{\text{Hg}}{\text{S}}} | киноварь                  | {\displaystyle P3_{1}21}      | собственный                                                       | до 345                    |
| {\displaystyle \beta {\text{-}}{\text{Hg}}{\text{S}}}  | метациннабарит            | {\displaystyle F{\bar {4}}3m} | {\displaystyle \alpha {\text{-}}{\text{Zn}}{\text{S}}} (сфалерит) | 315 — 481                 |
| {\displaystyle \gamma {\text{-}}{\text{Hg}}{\text{S}}} | гиперциннабарит           | гекс.                         |                                                                   | 470 — 820                 |
| {\displaystyle \delta {\text{-}}{\text{Hg}}{\text{S}}} | (нет)                     | {\displaystyle Fm{\bar {3}}m} | {\displaystyle {\text{Na}}{\text{Cl}}}                            | высокого давления         |

Модификации α и β являются полупроводниками. Красная окраска киновари обусловлена большой величиной запрещенной зоны (соответствующей краю поглощения ок. 590 нм). β-Модификация является узкозонным полупроводником; как и все сфалеритоподобные соединения, она имеет прямозонную структуру.
| Фза | Параметры решетки     | Параметры решетки     | {\displaystyle z} | {\displaystyle \rho }, г/см3 | {\displaystyle E_{g}}, эВ | {\displaystyle \mu _{n}}, см2/(В·с)                              |
| Фза | {\displaystyle a}, нм | {\displaystyle c}, нм | {\displaystyle z} | {\displaystyle \rho }, г/см3 | {\displaystyle E_{g}}, эВ | {\displaystyle \mu _{n}}, см2/(В·с)                              |
| --- | --------------------- | --------------------- | ----------------- | ---------------------------- | ------------------------- | ---------------------------------------------------------------- |
| {\displaystyle \alpha {\text{-}}{\text{Hg}}{\text{S}}} | 0,4145 — 0,4162       | 0,9460 — 0,9530       | 3                 | 8,09                         | 2,1                       | 45 ({\displaystyle \parallel \,c}), 13 ({\displaystyle \perp c}) |
| {\displaystyle \beta {\text{-}}{\text{Hg}}{\text{S}}} | 0,586                 |                       | 4                 | 7,73                         | 0,15                      | 250                                                              |
| {\displaystyle \gamma {\text{-}}{\text{Hg}}{\text{S}}} | 0,701                 | 1,413                 |                   |                              |                           |                                                                  |
| Примечание: {\displaystyle z} — число стехиометрических единиц в ячейке; {\displaystyle \rho } — плотность; {\displaystyle E_{g}} — ширина запрещенной зоны; {\displaystyle \mu _{n}} — подвижность электронов проводимости |                       |                       |                   |                              |                           |                                                                  |

Переход α-фазы в β-фазу при атмосферном давлении происходит в интервале температур 315 — 345 °C; область сосуществования фаз ограничена трехфазными равновесиями: эвтектоидным
{\displaystyle \alpha +L({\text{S}})\rightleftarrows \beta }
и перитектическим
{\displaystyle \alpha \rightleftarrows L({\text{Hg}})+\beta }.
Здесь {\displaystyle L({\text{S}})} — жидкость на основе серы; {\displaystyle L({\text{Hg}})} — жидкость на основе ртути. Переход β-фазы в γ-фазу происходит в интервале температур 470 — 481 °C; область сосуществования фаз ограничена трехфазными равновесиями: эвтектоидным
{\displaystyle \beta +L({\text{S}})\rightleftarrows \gamma }
и перитектическим
{\displaystyle \beta \rightleftarrows L({\text{Hg}})+\gamma }.
γ-Фаза плавится конгруэнтно при 820 °C.

## Получение
Все модификации моносульфида ртути можно получить прямым синтезом из простых веществ при соответствующих температурах и контролируемом давлении пара. Монокристаллы получают выращиванием из расплавов или осаждением из паровой фазы. Киноварь можно также получить растиранием ртути с кристаллической серой при комнатной температуре.
При осаждении сероводородом из растворов солей ртути(II) осаждается черная β-модификация HgS, метастабильная при комнатной температуре. При постепенном пропускании сероводорода через раствор хлорида ртути вначале образуется белый осадок сульфохлорида:
{\displaystyle {\mathsf {3HgCl_{2}+2H_{2}S\rightarrow Hg_{3}S_{2}Cl_{2}\downarrow +4HCl}}}
который постепенно переходит в желтый, бурый и, наконец, черный сульфид ртути :
{\displaystyle {\mathsf {Hg_{3}S_{2}Cl_{2}+H_{2}S\rightarrow 3HgS\downarrow +2HCl}}}.
Обработкой растворами полисульфидов щелочных металлов черный сульфид ртути переводят в красную модификацию.

## Химические свойства
Киноварь и метациннабарит малорастворимы в воде: произведения растворимости их при 25 °C составляют соответственно: 4,0⋅10−53 и 1,6⋅10−5. Киноварь необычайно инертна к кислотам и щелочам и растворяется лишь в царской водке.
При нагревании в инертной атмосфере киноварь возгоняется, при окислении на воздухе чернеет вследствие образования металлической ртути:
{\displaystyle {\mathsf {HgS+O_{2}\rightarrow Hg+SO_{2}}}}

## Нахождение в природе
В природе α-модификация распространена в виде минерала киновари, β-модификация встречается в виде минерала метациннабарита. Многие минералы являются твердыми растворами или соединениями моносульфида ртути с другими халькогенидами, например:
- гвадалкацарит — (Hg, Zn)S;
- сауковит — (Hg, Cd)S;
- опофрит — Hg(S, Se);
- акташит — Cu6Hg3As5S12;
- ливингстонит — HgSb4S8.

Киноварь является основной рудой ртути и добывается в промышленных объёмах.

## Этимология
В русском языке название киноварь восходит к др.-греч. κιννάβαρι, лат. cinnabari . При этом в латинском языке слово cinnabari означает красную краску не столько минерального, сколько растительного происхождения — «драконову кровь», извлекаемую из сока некоторых растений, например, Calamus Draco . Корень κιννα- вообще означает красный или красно-коричневый цвета , с чем связаны названия κιννάμωμον (κίνναμον), cinnamoma — корица.

## Применение
С древних времён киноварь широко использовалась как красный пигмент для производства красок, однако в связи с токсичностью ртути, его применение в этом качестве в настоящий момент ограничено.
Сульфид ртути вследствие его крайне низкой летучести и нерастворимости в воде применяется как соединение, образование которого служит одним из методов демеркуризации.
Соединение является мощным фунгицидом и может использоваться для обработки бетонных строительных конструкций в целях профилактики грибковых поражений.
Как широкозонный полупроводник α-модификация используется для создания полупроводниковых детекторов ионизирующего излучения, в особенности гамма-квантов, так как благодаря высокой плотности и высокому среднему заряду ядра эффективно поглощает гамма-излучение .
На основе сульфида ртути(II) получают полупроводниковые твердые растворы путем замещения как в катионной (например, {\displaystyle {\text{Hg}}_{1-x}{\text{Cd}}_{x}{\text{S}}}), так и в анионной (например, {\displaystyle {\text{Hg}}{\text{S}}_{1-x}{\text{Se}}_{x}}) подрешетках.